# Щігли (Калінінградська область)
Щігли (рос. Щеглы) — селище Черняховського району, Калінінградської області Росії. Входить до складу Калузького сільського поселення.
Населення —  270 осіб (2015 рік). 

## Населення
| 2002 | 2010 |
| ---- | ---- |
| 258  | ↗270 |